# Гурецкий, Казимеж
Казимеж Гурецкий (пол. Kazimierz Górecki; 17 января 1954, Стрончно, ПНР — 26 июня 1977) — польский гребец на байдарках. Он выиграл две бронзовые медали на чемпионате мира по гребле на байдарках и каноэ в Мехико (Б-1 4 х 500 м и Б-4 10 000 м).
Гурецкий также выступал на Летних Олимпийских играх, занял пятое место (Б-4 1000 м) в Монреале в 1976 году. Его жена, Мария Казанецкая, также занималась профессионально спортом, греблей на байдарках, в 1970-х годах.